# Hans Glawischnig

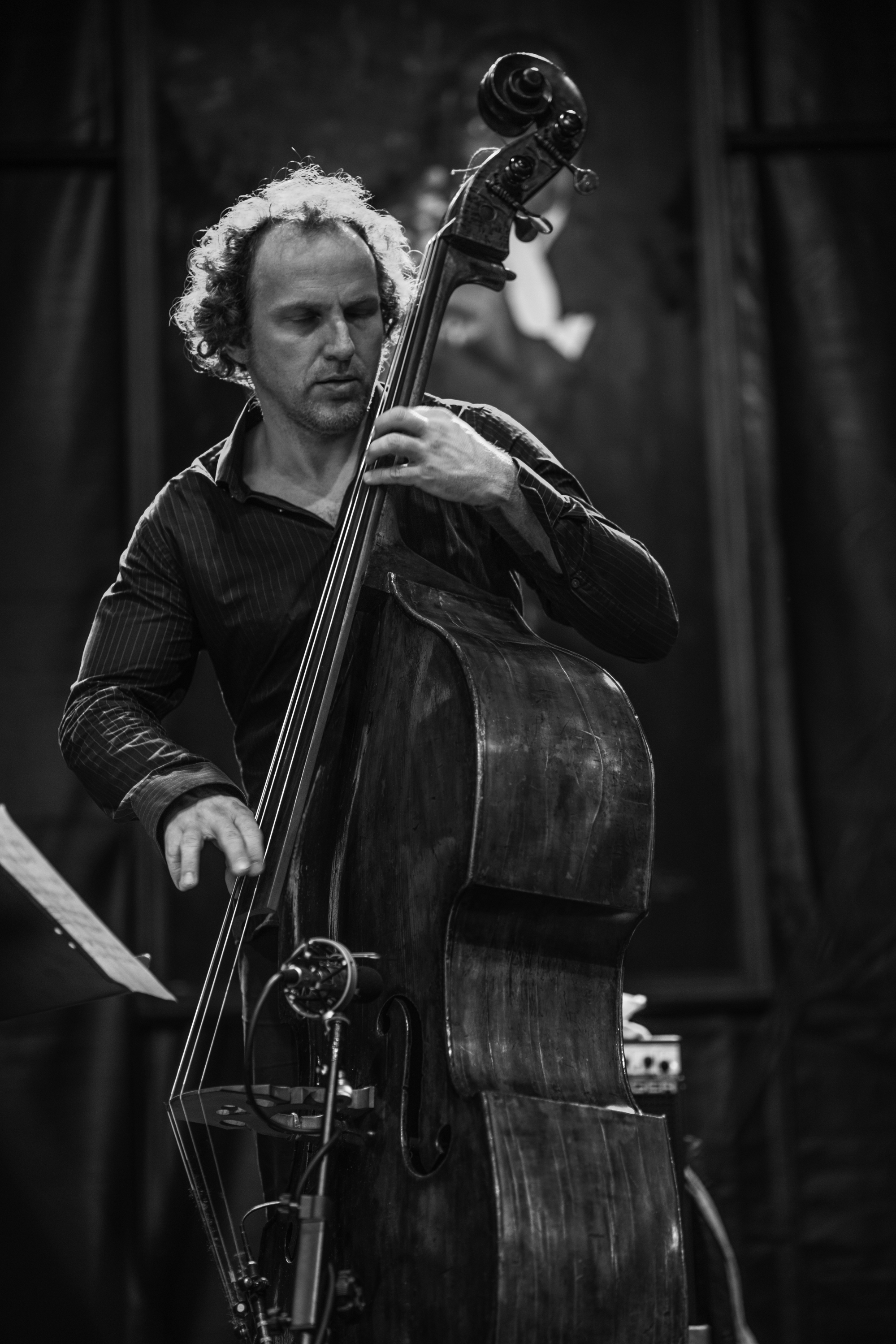
Hans Glawischnig (2015)

Hans Glawischnig (* 22. Oktober 1970 in Graz) ist ein österreichischer Bassist und Komponist des Modern Jazz, der zur Musikszene von New York City gehörte.

## Leben und Wirken
Glawischnig, Sohn des Jazzmusikers Dieter Glawischnig, erhielt ab 1976 Geigenunterricht. 1983 wechselte er zur Bassgitarre, 1986 kam der Kontrabass hinzu. Von 1986 bis 1988 erhielt er als Jungstudent in Graz Unterricht durch Wayne Darling. Nach dem Abitur ging er nach Boston an die Berklee School of Music, wo er bei Bruce Gertz studierte. Von 1992 bis 1993 absolvierte er sein Masterstudium an der Manhattan School of Music in New York bei Jeff Andrews. 1995 wurde er Mitglied von Bobby Watsons Urban Renewal; kurzzeitig spielte er in Maynard Fergusons Big Bop Nouveau, um dann 1996 in Ray Barrettos New World Spirit zu arbeiten. Dadurch wurden viele Musiker auf ihn aufmerksam. In der Folge trat er mit Musikern wie Paquito D’Rivera, Dave Samuels, Bobby Sanabria, Rick Margitza, Garry Dial, Billy Harper, Richie Beirach, Billy Hart, Joe Locke, Stefon Harris, Michael Thomas oder Claudio Roditi auf. Mit David Sánchez spielte er zwei Alben ein, Melasa und Travesia, die für einen Grammy nominiert wurden. Mit seiner eigenen Gruppe nahm er seine Kompositionen auf; sein zweites Album Panorama erhielt 2008 hohe Aufmerksamkeit der Kritik. Weiter arrangierte er für Ray Barretto und steuerte zu einer Aufnahmesitzung mit Brian Lynch eigene Kompositionen bei. 2006 war er mit Chick Coreas Projekt The Continents auf Europatournee. Glawischnig hat zwischen 1991 und 2018 auf 78 Alben mitgewirkt, u. a. mit James Moody, Miguel Zenón oder im Duo mit dem Gitarristen Ken Hatfield.
Seit 2018 gehört er als Bassist der hr-Bigband an.

## Diskographische Hinweise
- Common Ground (2001)
- Panorama (2008)
- Jahira (2012), mit Samir Zarif